# Jimmy Swinnerton
James Guilford Swinnerton (* 13. November 1875 in San Francisco, Kalifornien; † 5. September 1974 in Palm Springs, Kalifornien) war ein US-amerikanischer Comiczeichner, Karikaturist und Landschaftsmaler des Südwestens der USA. Er gilt als einer der Pioniere des Zeitungscomics und war über sechs Jahrzehnte als Cartoonist tätig.

## Leben
James Guilford Swinnertons Vater war Richter und Herausgeber einer Wochenzeitung. Er studierte Kunst an der California Art School in San Francisco und begann seine Karriere 1892 als Zeichner beim San Francisco Examiner, der Zeitung von William Randolph Hearst. In den ersten Jahren seiner Karriere arbeitete Jimmy Swinnerton als Illustrator für Zeitungsartikel, da es noch keine praktikable Möglichkeit gab, Fotos in Zeitungen abzudrucken. Er zeichnete Paraden, Sportereignisse und Gerichtsverhandlungen. Mit der Einführung farbiger Zeitungsbeilagen entwickelte er humoristische Zeichnungen. Seine Serie The Little Bears, inspiriert vom kalifornischen Staatsbären, wurde als Dekoration für Wetterberichte verwendet und war eine der ersten Comic-Illustrationen in amerikanischen Zeitungen. Diese Figuren tauchten später unter dem Titel Mr. Jack als anthropomorphe Tiger in einem Sonntagscomic auf, der ab 1903 erschien. 1895 ging Jimmy Swinnerton nach New York, wo Hearst das New York Journal übernommen hatte. Er konkurrierte mit Joseph Pulitzers New York World und gehörte zu den ersten farbigen Comic-Ressorts. Neben Mr. Jack schuf er 1904 die Serie Little Jimmy, die mit Unterbrechungen bis 1958 erschien. Die Serie handelte von einem kleinen Jungen, der oft in schwierige Situationen geriet.
Jimmy Swinnerton war nicht nur als Zeichner aktiv, sondern verhalf auch zahlreichen Künstlern wie Tad Dorgan, Harold Von Schmidt, Darrel McClure und Robert Ripley zum Durchbruch. Um 1906 wurde bei ihm Tuberkulose diagnostiziert, woraufhin er nach Arizona zog. Entgegen allen Prognosen überlebte er und verliebte sich in die Wüstenlandschaft, die später zu einem wiederkehrenden Motiv in seinem Werk wurde. Er illustrierte Canyon Kiddies, eine Serie für Hearsts Zeitschrift Good Housekeeping (1920er bis 1940er Jahre), und begann mit der Landschaftsmalerei. Jimmy Swinnerton blieb bis ins hohe Alter künstlerisch aktiv. Er starb 1974 im Alter von 98 Jahren in Palm Springs, Kalifornien.

## Werk
Neben seinen Comics ist Jimmy Swinnerton für seine Landschaftsmalerei aus dem Südwesten bekannt. Von etwa 1920 bis 1965 malte er Wüstenszenen und hatte später ein Atelier im Coachella Valley bei Palm Springs. Seine Werke wurden in regionalen Publikationen wie dem Desert Magazine vorgestellt, was zu seiner Bekanntheit beitrug.